# Округ Пери (Индијана)
Округ Пери (енгл. Perry County) је округ у америчкој савезној држави Индијана.

## Демографија
По попису из 2010. године број становника је 19.338, што је 439 (2,3%) становника више него 2000. године.
| Група             | 2000.          | 2010.          |
| Белци             | 18.345 (97,1%) | 18.428 (95,3%) |
| Афроамериканци    | 274 (1,4%)     | 471 (2,4%)     |
| Азијати           | 22 (0,1%)      | 69 (0,4%)      |
| Хиспаноамериканци | 133 (0,7%)     | 192 (1,0%)     |
| Укупно            | 18.899         | 19.338         |